# ماوريتسيو بوتشي
ماوريتسيو بوتشي (بالإيطالية: Maurizio Bucci)‏ هو دبلوماسي إيطالي، ولد في 1923.